# Hrabstwo Clinton (Ohio)
Hrabstwo Clinton (ang. Clinton County) – hrabstwo w stanie Ohio w Stanach Zjednoczonych. Obszar całkowity hrabstwa obejmuje powierzchnię 412,29 mil² (1067,82 km²). Według danych z 2010 r. hrabstwo miało 42 040 mieszkańców. Hrabstwo powstało 1 marca 1810 roku i nosi imię George’a Clintona – wiceprezydenta Stanów Zjednoczonych.

## Sąsiednie hrabstwa
- Hrabstwo Greene (północ)
- Hrabstwo Fayette (północny wschód)
- Hrabstwo Highland (południowy wschód)
- Hrabstwo Brown (południe)
- Hrabstwo Clermont (południowy zachód)
- Hrabstwo Warren (zachód)

## Miasta
- Wilmington

## Wioski
- Blanchester
- Clarksville
- Lynchburg
- Martinsville
- Midland
- New Vienna
- Port William
- Sabina